# Віндзор-Гайтс (Західна Вірджинія)
Віндзор-Гайтс (англ. Windsor Heights) — селище (англ. village) в США, в окрузі Брук штату Західна Вірджинія. Населення — 361 особа (2020).

## Географія
Віндзор-Гайтс розташований за координатами 40°11′29″ пн. ш. 80°39′53″ зх. д. / 40.19139° пн. ш. 80.66472° зх. д. (40.191326, -80.664736).  За даними Бюро перепису населення США в 2010 році селище мало площу 0,37 км², уся площа — суходіл.

## Демографія
Згідно з переписом 2010 року, у селищі мешкали 423 особи в 170 домогосподарствах у складі 121 родини. Густота населення становила 1143 особи/км².  Було 185 помешкань (500/км²).
Расовий склад населення:
| - 99,5 % — білих - 0,5 % — чорних або афроамериканців |

До двох чи більше рас належало 0,0 %. Частка іспаномовних становила 0,0 % від усіх жителів.
За віковим діапазоном населення розподілялося таким чином: 22,2 % — особи молодші 18 років, 62,4 % — особи у віці 18—64 років, 15,4 % — особи у віці 65 років та старші. Медіана віку мешканця становила 40,6 року. На 100 осіб жіночої статі у селищі припадало 101,4 чоловіків;  на 100 жінок у віці від 18 років та старших — 100,6 чоловіків також старших 18 років.
Середній дохід на одне домашнє господарство  становив 52 233 долари США (медіана — 41 607), а середній дохід на одну сім'ю — 50 869 доларів (медіана — 40 000). Медіана доходів становила 40 208 доларів для чоловіків та 28 750 доларів для жінок. За межею бідності перебувало 13,3 % осіб, у тому числі 17,5 % дітей у віці до 18 років та 9,8 % осіб у віці 65 років та старших.
Цивільне працевлаштоване населення становило 209 осіб. Основні галузі зайнятості: роздрібна торгівля — 23,4 %, мистецтво, розваги та відпочинок — 15,8 %, освіта, охорона здоров'я та соціальна допомога — 11,5 %, виробництво — 8,6 %.